# Interesfera

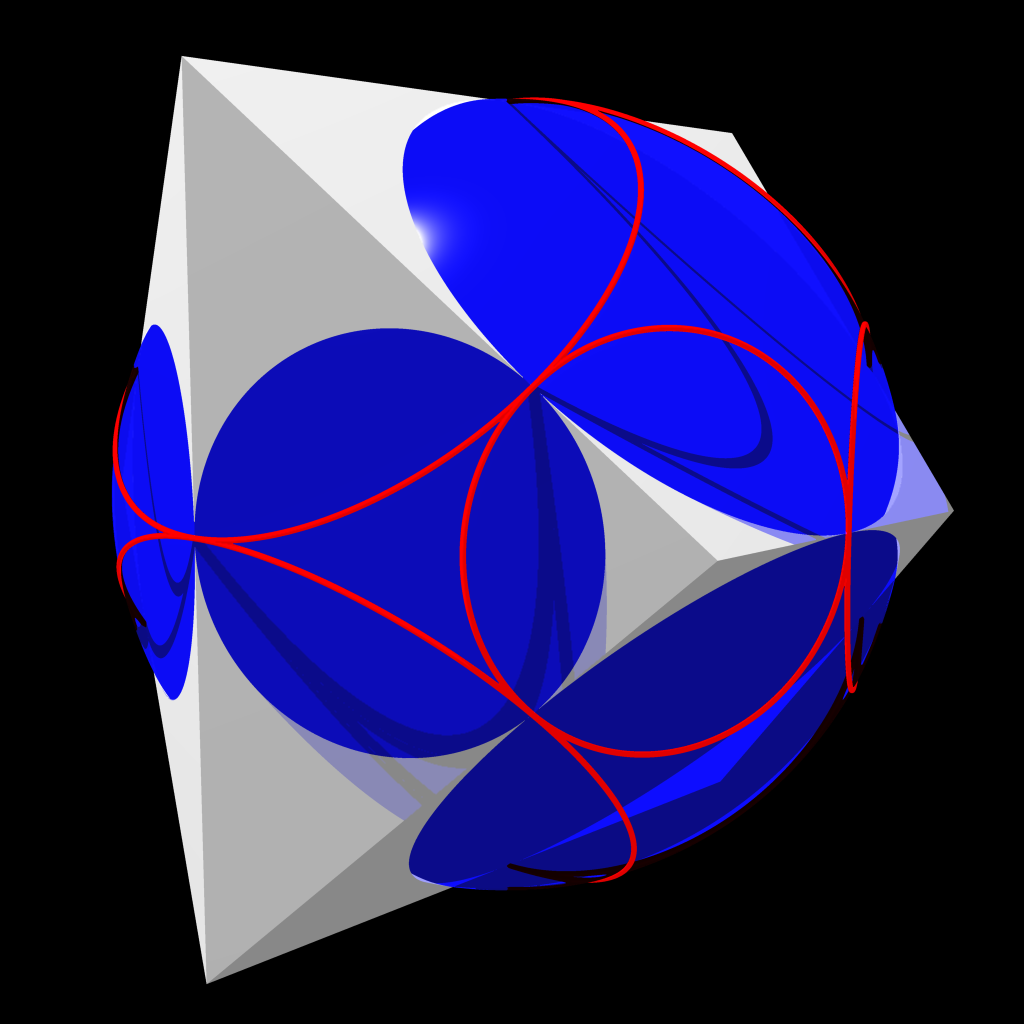
Un poliedro y su interesfera. Los círculos rojos son los límites de los casquetes esféricos dentro de los que se puede ver la superficie de la esfera visible desde cada vértice

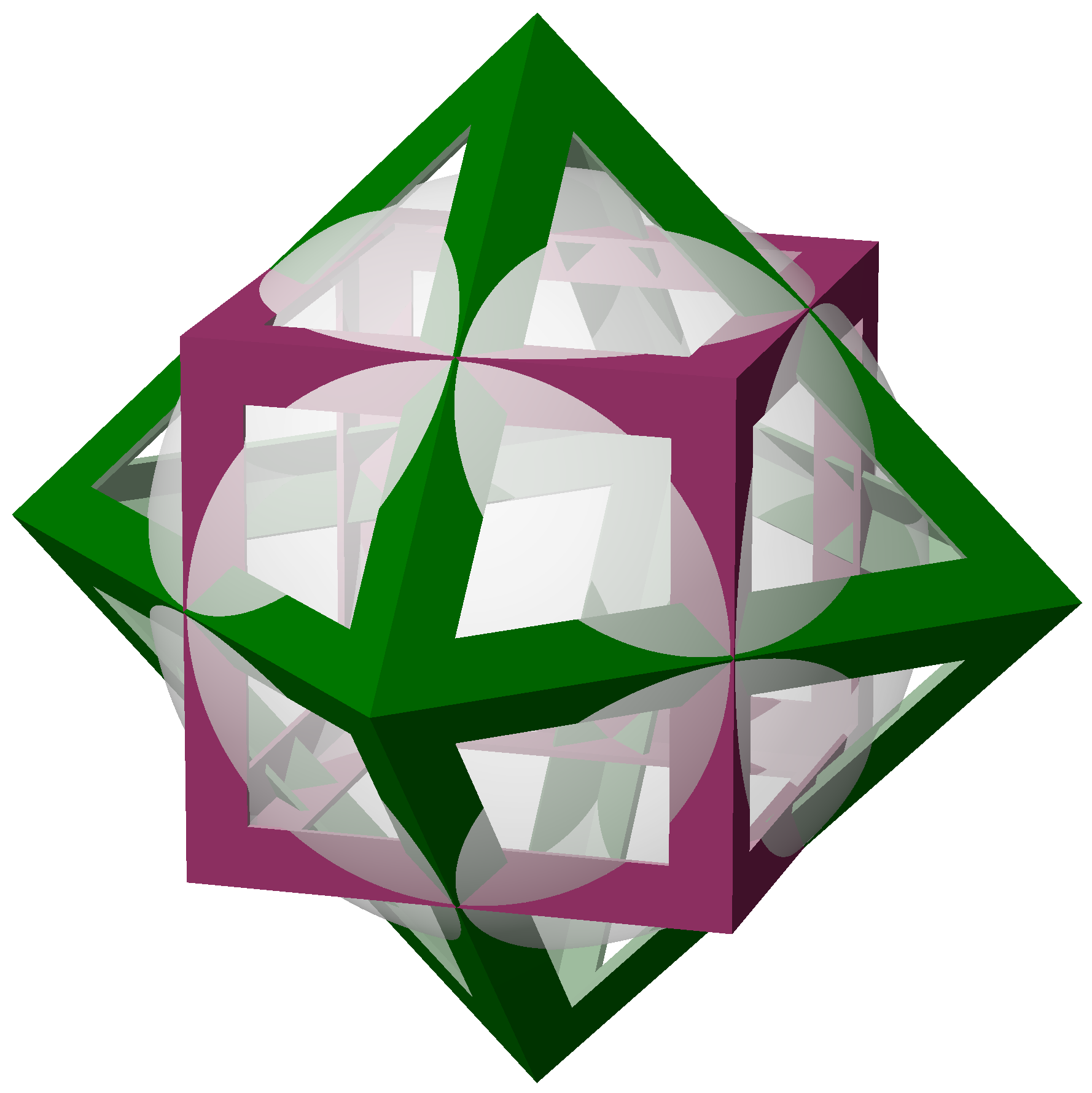
Cubo y octaedro dual con su interesfera común

En geometría, la interesfera o esfera media de un poliedro se define como aquella que es tangente a cada arista del poliedro. Es decir, la esfera toca cualquier arista dada exactamente en un punto. No todos los poliedros tienen una interesfera, pero para cada politopo convexo hay un poliedro combinatoriamente equivalente, el denominado poliedro canónico, que sí tiene una interesfera. El radio de la interesfera se llama interradio.

## Ejemplos
Los poliedros uniformes, incluidos los poliedros regulares, poliedros cuasirregulares y los poliedros semirregulares y sus duales, poseen interesfera. En los poliedros regulares, la esfera inscrita, la interesfera y la esfera circunscrita existen y son concéntricas, y además la interesfera toca cada arista del poliedro en su punto medio.
No todos los tetraedros irregulares tienen interesfera. Los tetraedros que la poseen son denominados tetraedros de Crelle, y forman una subfamilia de cuatro dimensiones del espacio de seis dimensiones de todos los tetraedros (según lo parametrizado por sus seis longitudes de arista).

## Círculos tangentes
Si O es la interesfera de un poliedro convexo P, entonces la intersección de O con cualquier cara de P es un círculo que se encuentra dentro de la cara y es tangente a sus bordes en los mismos puntos donde la esfera media es tangente. Los círculos formados de esta manera en todas las caras de P forman un sistema de círculos en O que son tangentes entre sí exactamente cuando las caras en las que se encuentran comparten una arista.
Dualmente, si v es un vértice de P, entonces hay un cono que tiene su vértice en v y que es tangente a O en un círculo; este círculo forma el límite de un casquete esférico dentro del cual la superficie de la esfera es visible desde el vértice. Es decir, el círculo es el horizonte de la esfera media, visto desde el vértice. Los círculos así formados son tangentes entre sí exactamente cuando los vértices a los que corresponden están conectados por una arista.

## Dualidad
Si un poliedro P tiene una interesfera O, entonces el poliedro polar con respecto a O también tiene O como interesfera. Los planos de las caras del poliedro polar pasan por los círculos en O que son tangentes a los conos que tienen los vértices de P como vértices. Las aristas del poliedro polar tienen los mismos puntos de tangencia con la interesfera, en los que son perpendiculares a las aristas de P.

## Longitudes de arista
Para un poliedro con interesfera, es posible asignar a cada vértice un número real (la potencia del vértice con respecto a la inter esfera) que es igual a la distancia de ese vértice al punto de tangencia de cada arista que lo toca. Para cada arista, la suma de los dos números asignados a sus extremos es solo la longitud de la arista. Por ejemplo, los tetraedros de Crelle pueden parametrizarse mediante los cuatro números asignados de esta manera a sus cuatro vértices, mostrando que forman una familia tetradimensional.
Cuando un poliedro con interesfera posee un camino hamiltoniano, la suma de las longitudes de las aristas en el ciclo se puede subdividir de la misma manera en el doble de la suma de las potencias de los vértices. Debido a que esta suma de potencias de vértices no depende de la elección de aristas en el ciclo, todos los ciclos hamiltonianos tienen la misma longitud.

## Poliedro canónico
Una forma más fuerte del teorema de empaquetamiento de circunferencias, al representar gráficos planos por sistemas de círculos tangentes, establece que todo grafo poliédrico puede representarse mediante un poliedro con una interesfera. Los círculos del horizonte de un poliedro canónico pueden transformarse, por proyección estereográfica, en una colección de círculos en el espacio bidimensional que no se cruzan entre sí y son tangentes entre sí exactamente cuando los vértices a los que corresponden son adyacentes. En cambio, existen poliedros que no tienen forma equivalente con esfera inscrita o esfera circunscrita.
Cualquier par de poliedros convexos con el mismo politopo convexo y la misma interesfera pueden transformarse entre sí mediante una homografía del espacio tridimensional que deja la interesfera en la misma posición. La restricción de esta transformación proyectiva a la inter esfera es una transformación de Möbius. Hay una forma única de realizar esta transformación para que la interesfera sea la 1-esfera y para que el centroide de los puntos de tangencia esté en el centro de la esfera; esto da una representación del poliedro dado que es única (sin contar congruencias), el poliedro canónico. Alternativamente, un poliedro transformado que maximiza la distancia mínima de un vértice desde la interesfera se puede determinar por computación en tiempo lineal; el poliedro canónico elegido de esta manera tiene simetría máxima entre todas las opciones del poliedro canónico. Para poliedros con un grupo no cíclico de simetrías que conservan la orientación, las dos opciones de transformación coinciden.